# Nyanja (sprog)
Nyanja, også kendt under navnet chinyanja, er et bantusprog, der tales i Malawi og Zambia. I Malawi kaldes sproget chichewa, og tales dér af over halvdelen af befolkningen.
| Sprog | Spire Denne artikel om sprog er en spire som bør udbygges. Du er velkommen til at hjælpe Wikipedia ved at udvide den. |